# Lucio Tarquinio Prisco
Lucio Tarquinio Prisco (reinado, c. 616 a. C.-c. 578 a. C.), también conocido como Tarquinio el Viejo o Tarquinio I, fue el quinto rey de Roma según la tradición y el primero y fundador de la ciudad según algunos historiadores contemporáneos.Reinó durante treinta y ocho años.Tarquinio expandió el poder romano mediante conquistas militares y grandes construcciones arquitectónicas. Su esposa fue la profetisa Tanaquil.

## Vida
Hijo de un refugiado corintio llamado Demarato, que se instaló en la ciudad etrusca de Tarquinia, fue autoritario y guerrero y, al mismo tiempo, gran planificador y urbanista. Se hizo construir un palacio etrusco en un tiempo en que las cabañas eran las viviendas de las gentes. Mandó que le fabricasen un trono ostentoso donde se sentaba siempre con el cetro de mando en la mano y en la cabeza un yelmo con adornos de plumas. Era rico y despilfarrador entre gentes pobres de costumbres muy austeras. Como hijo de griego, había recibido una educación bastante completa; sabía filosofía, geografía, matemáticas y otras materias. El historiador romano Tito Livio (59 a. C.-17 d. C.) dice que fue el primer rey que usó de las intrigas para hacerse elegir y que pronunció un discurso para asegurarse el apoyo del pueblo.
Consiguió que el Lacio le rindiera vasallaje. Más tarde luchó contra los sabinos y consiguió apoderarse de más tierras. Para sus luchas necesitó muchas armas que la industria pesada le proporcionó. Lucio Tarquinio fue el gran impulsor de la industria de Roma. Introdujo la costumbre etrusca del triunfo, tras la guerra victoriosa.
Con su afán urbanístico Roma dio un gran salto en incremento de monumentos y en planificación urbana. Se le atribuye la construcción de las alcantarillas llamadas Cloaca Maxima. Mandó trazar calles nuevas, barrios, un foro o plaza central y ordenó construir auténticas casas en sustitución de las cabañas habituales; el Circo Maximo y el templo de Júpiter en el Capitolio.

## Rey de Roma

### Ascenso al poder
Aunque Anco Marcio era nieto de Numa Pompilio, el segundo rey de Roma, el principio de la monarquía hereditaria aún no estaba establecido en Roma; ninguno de los tres primeros reyes había sido sucedido por sus hijos, y cada rey posterior había sido aclamado por el pueblo. A la muerte de Marcio, Tarquino se dirigió a la Comitia Curiata y les convenció de que él debía ser elegido rey por encima de los hijos naturales de Marcio, que aún eran jóvenes, lo que le convirtió en el primer rey romano que consiguió activamente presionar para conseguir el trono. Según una tradición, los hijos se encontraban en una expedición de caza en el momento de la muerte de su padre, por lo que no pudieron influir en la elección de la asamblea.

## Muerte
Murió asesinado en 578 a. C., víctima de la venganza de los hijos desposeídos de Anco Marcio. Pero estos no pudieron retomar el poder gracias a una hábil maniobra de Tanaquil, su viuda —también etrusca— que tomó el mando hasta que su hijo Servio Tulio tuvo la edad de gobernar. Esta fue la primera y la última vez que el trono de Roma fue heredado.

## Honores
El asteroide (13653) Priscus fue nombrado en su honor.